# Songs from Final Fantasy XV
Songs from Final Fantasy XV é um EP da banda britânica Florence and the Machine para o jogo de RPG, Final Fantasy XV.

## Promoção
Em 2016, Florence and the Machine gravaram um Cover clássico da canção de 1961 de Ben E. King, Standy by Me, que foi estreada durante o evento "Uncovered: Final Fantasy XV" em 30 de março de 2016. Porém o EP só foi lançado em 12 de agosto de 2016 com Stand by Me e mais duas músicas, "Too Much is Never Enough" e "I Will Be", lançados como singles digitais para iTunes, Google Play e Spotify. Stand by Me foi lançada como single nas rádios em 24 de janeiro de 2017.

## Produção
Além de Florence and the Machine, os singles foram produzidos com a ajuda de Emile Haynie e Jeff Bhasker.

## Recepção
Na sua primeira semana de lançamento, "Stand by Me" e "Too Much is Never Enough", ambos foram: "Too Much is Never Enough" quebrou o top 100 nos Estados Unidos, Reino Unido, Austrália, Brasil, Alemanha, Canadá, Espanha, Itália e França; "Stand by Me" só conseguiu alcançar no ranking brasileiro, alcançando o # 27. "I Will Be" não conseguiu entrar para nenhum top. O KT Wong do Video Game Music Online deu ao álbum uma pontuação perfeita de 5 estrelas. Comparando-o favoravelmente com o trabalho de Welch no álbum Ceremonials da banda, ele elogiou cada título: ele sentiu que "Too Much is Never Enough" combinou com sucesso a jornada de Noctis com o estilo de assinatura da Welch, elogiou "Stand by Me" como uma capa que foi ambos respeitosos e adequados para uso com o Final Fantasy, e encontraram "I Will Be" como uma excelente faixa instrumental respaldada pelos vocais de Welch. Ele resumiu chamando o álbum "uma compra digna para todos os fãs da Final Fantasy, também como os fã de Florença and the Machine". Patrick Gann do RPGFan disse que "Too Much is Never Enough" é  a favorita pessoal do álbum, chamando-a de superior a "My Hands" ou o trabalho de Angela Aki. Ele também elogiou "Stand by Me", dizendo que a versão no trailer "Uncovered" não fez a justiça completa. Ele chamou "I Will Be" do tipo de música que era fácil de se absorver apesar da falta de letras compreensíveis. Ele chamou o álbum em geral "uma compra de um dia para [ele]".

### Desempenho nas tabelas musicais
| Tabela musical (2016)         | Melhor posição |
| ----------------------------- | -------------- |
| Austrália — ARIA Albums Chart | 57             |

## Faixas
| N.º            | Título                     | Compositor(es) | Produtor(es)   | Duração |  |
| 1.             | "Too Much Is Never Enough" | Florence Welch |                | 5:48    |  |
| 2.             | "Stand by Me"              | Welch          |                | 4:06    |  |
| 3.             | "I Will Be"                | Welch          |                | 5:25    |  |
| Duração total: | Duração total:             | Duração total: | Duração total: | 14:79   |  |